# إدوين جراف فون روثكيرش أوند تراك
إدوين جراف روثكيرش أوند تراك (1 نوفمبر 1888 - 29 يوليو 1980) جنرالًا ألمانيًا خلال الحرب العالمية الثانية قاد مجموعة جيوش المنطقة الخلفية الوسطى وبعد ذلك فيلق الجيش.

## مسار مهني
قاد روثكيرش أوند تراك مجموعة جيوش المنطقة الخلفية الوسطى اعتبارًا من عام 1943.  في نوفمبر 1944، عُيَّن لقيادة فيلق الجيش LIII . LIII  تم احتجازه في ترينت بارك، وهو معسكر اعتقال إنجليزي في شمال لندن لضباط ألمان رفيعي المستوى.

## معرفته بالمحرقة
أثناء وجوده في الحكومة العامة، أصبح على علم بإطلاق النار الجماعي من قبل شوتزشتافل. في استعراضها لـSoldaten ("الجنود") للمؤرخ Sönke Neitzel وعلم النفس الاجتماعي Harald Welzer (كتاب يستند إلى تسجيلات سرية لأسرى الحرب الألمان من قبل مخابرات الحلفاء)، تقول دير شبيجل: 
 "أصبح العديد من جنود الفيرماخت شهودًا على المحرقة لأنهم كانوا موجودين أو تمت دعوتهم للمشاركة في إطلاق نار جماعي. يتحدث الجنرال في الجيش إدوين جراف فون روثكيرش أوند تراتش عن وقته في بلدة كوتنو التابعة للحكومة العامة: 

 "كنت أعرف قائد الغس س جيدًا، وتحدثنا عن هذا وذاك، وذات يوم قال:`اسمع، إذا كنت تريد تصوير إحدى عمليات إطلاق النار هذه؟ ... أعني، لا يهم حقًا. يتم إطلاق النار على هؤلاء الأشخاص دائمًا في الصباح. إذا كنت مهتمًا، فلا يزال لدينا القليل، ويمكننا أيضًا إطلاق النار عليهم في فترة ما بعد الظهر إذا أردت. 

 إن حقيقة أن الأشخاص المعنيين لم يحاولوا إبقاء أنشطتهم سراً يثبت كم من الجناة أعتبروا «عمليات إطلاق النار الجماعية على اليهود» أمراً مفروغاً منه، كما أطلق عليه أحد أسرى الحرب في ترينت بارك. 
 توفي روثكيرش أوند تراتش في عام 1980. 

### اقتباسات
1. ↑  Pohl 2008.
2. ↑  Nawyn، Kathleen J. (Fall 2010). "Neutralizing the "Hard Centre of German Militarism"" (PDF). U.S. Army Center of Military History. مؤرشف من الأصل (PDF) في 2017-08-08. اطلع عليه بتاريخ 2014-03-07.
3. ↑  Jan Fleischhauer (April 08, 2011), Rape, Murder and Genocide: Nazi War Crimes as Described by German Soldiers. Retrieved on Nov 9, 2015 نسخة محفوظة 23 مارس 2020 على موقع واي باك مشين.

### قائمة المراجع
- Pohl، Dieter (2008). Die Herrschaft der Wehrmacht: Deutsche Militärbesatzung und einheimische Bevölkerung in der Sowjetunion 1941–1944. Oldenbourg Wissenschaftsverlag. ISBN:978-3486580655.

| مناصب عسكرية    | مناصب عسكرية                                                  | مناصب عسكرية    |
| --------------- | ------------------------------------------------------------- | --------------- |
| سبقه {{{سبقه}}} | Commander of مجموعة جيوش المنطقة الخلفية الوسطى {{{الأعوام}}} | تبعه {{{تبعه}}} |
| سبقه {{{سبقه}}} | Commander of فيلق الجيش الثالث عشر {{{الأعوام}}}              | تبعه {{{تبعه}}} |